# Гальваріно
Гальваріно (помер бл. 30 листопада 1557 року) — воїн із індіанського племені мапуче.
Був відомим воїном племені мапуче протягом більшої частини початкової фази арауканської війни.

## Біографія
Восени 1557 року іспанці зробили спробу завоювати землі мапуче і вторглися на їх територію. Операція була настільки важливою, що керував нею особисто губернатор Чилі, маркіз Гарсія Хуртадо де Мендоса. Він був хитрим і підступним воїном, і при цьому цілковитим авантюристом, готовим ризикувати власним дворянським положенням заради слави.
8 листопада маркізу все ж вдалося зробити майже неможливе і змусити армію мапуче, які віддавали перевагу партизанській тактиці ведення війни, зіткнутися з ним у відкритому бою. Він побудував «липові» плоти для переправи, які повинні були переконати арауканів у тому, що іспанці переправляються через річку Біобіо, причому роблять це вкрай невміло і небезпечно для самих себе. Індіанці «клюнули» на зустріч і кинулися в бійку, в якій конкістадори зустріли їх заздалегідь підготовленою артилерією і пострілами фузилерів, які сиділи у засідці
Бій отримав назву «Битва при Лагунільяс», і війська іспанців наголову розбили армію арауканів. Більше трьох сотень їх було вбито, ще півтори сотні потрапили в полон. Що характерно, іспанці втратили всього двох вояків. Точніше, під удар вони поставили своїх союзників з іншого індіанського племені, а їх втрати ніхто не рахував.
Серед полонених був і Гальваріно. Обмінювати або брати в заручники ні його, ні інших ніхто навіть не планував. Операція спочатку готувалася як каральна, і маркіз наказав провчити мапуче. Як покарання за повстання деяких із цих полонених засудили до ампутації правої руки та носа, тоді як іншим, таким як Гальваріно, відрізали обидві руки. Потім полонених відпустили, щоб залякати інших повстанців та посіяти страх у рядах ворожої армії.
Мендоса відправив Гальваріно повідомити генерала Кауполікана про кількість і озброєння іспанців, щоб останній почав боятися. Губернатор сподівався, що це допоможе йому знизити рівень опору, а можливо навіть змусить Кауполікана скласти зброю та здатися.
Повернувшись до мапуче, Гальваріно постав перед Кауполіканом і військовою радою, показуючи їм свої каліцтва, та просячи справедливості і більшого опору мапуче проти іспанських загарбників, подібного до вторгнення Феліпе Лаутаро. Лють і жага помсти надихнули Кауполікана, і Гальваріно тут же був призначений командиром «ескадрильї» з шести сотень досвідчених воїнів. Варто відзначити дивний збіг: араукани з дитинства вчилися керувати конем без рук, тримаючи віжки зубами, тому безрукий Гальваріно зміг стати командиром кінного загону.
З ножами, прикріпленими до обох знівечених зап'ясть замість рук, він бився поруч з Кауполіканом у наступній кампанії до битви при Мілларапу, де його загін бився проти загону самого губернатора Мендоси, а Гальваріно вбив його заступника.
|                                                   | Він прийшов, командуючи як сержант, і такими словами підбадьорював своїх людей: "Брати мої, дивіться, щоб ви всі добре билися. Ви ж не хочете бути такими, як я, без рук, щоб ви не могли ні працювати, ні їсти?". Гальваріно підняв ці руки високо, показуючи своїм воїнам, щоб вони воювали сміливо, і сказав до них: "Ті, з ким ви збираєтеся боротися, ріжуть їх. Вони зроблять це з кожним із вас. Ніхто не може втікти. Краще померти на полі бою, тому що ти помреш, захищаючи свою батьківщину". Він випередив свій загін на деяку відстань і гучним голосом сказав, що помре першим, і, хоча у нього більше немає рук, він буде робити все, що може, щоб зупинити ворога, навіть зубами. |
| — Херонімо де Вівар, "Crónica", Capítulo CXXXIII. | |

|                                                                             | Брати мої, чому ви перестали нападати на цих християн, бачачи явну шкоду та збиток, який вони завдали і завдають з того дня, коли вони увійшли на нашу землю, і до сьогоднішнього дня? І вони все одно будуть робити з вами те, що ви бачите, що вони зробили і вони роблять? І тим не менше, вони зроблять з вами те, що ви бачите, що вони зробили зі мною, відрубають вам руки, якщо ви не будете старанні в тому, щоб максимально завдати шкоди цим настільки шкідливим людям для нас і наших дітей та жінок. |
| — Педро Маріно де Лобера, "Crónica del Reino de Chile", Libro 2 Capítulo IV | |

Битва при Мілларапу стала справжньою катастрофою. 20 тисяч мапуче напали на табір з 600 іспанців і зазнали жахливої поразки, втративши 3000 чоловік убитими і 800 полоненими. Плани арауканів сплутала випадковість. Іспанці якраз святкували день святого Андрія і не спали. До того ж, вони почали грати на бойових горнах, а індіанці вирішили, що це був сигнал вождя до атаки, і кинулися в битву нерівними рядами, позбавивши атаку елементу несподіванки.
Добре укріплений табір іспанців з артилерією витримав кілька хвиль атаки арауканів, розстрілюючи тисячі мапуче картеччю. Гальваріно вів в атаку війська, б'ючись в перших рядах і надихаючи інших своїм прикладом. Битва закінчилася бійнею і безрукий воїн знову потрапив в полон. Але на цей раз йому приготували ще більш ганебну долю. Іспанці кинули індіанця в яму з голодними псами, де він і загинув.
Втім, існує і інша версія його смерті: в книзі «Ла-Араукана», написаній Алонсо де Ерсілья-і-Сіньїгою, автор пише, що насправді Гальваріно був страчений через повішення.
Не дивно, що воїн, який втратив руки, але продовжив битися, став символом арауканського опору на три сотні років партизанської боротьби проти іспанських конкістадорів. Варто сказати, що іспанцям так і не вдалося підкорити плем'я мапуче.